# Tabanus guineensis
Tabanus guineensis är en tvåvingeart som beskrevs av Christian Rudolph Wilhelm Wiedemann 1824. Tabanus guineensis ingår i släktet Tabanus och familjen bromsar. Inga underarter finns listade i Catalogue of Life.